# Frank Ramsey
Frank Plumpton Ramsey (ur. 22 lutego 1903 w Cambridge, zm. 19 stycznia 1930 w Londynie) – angielski matematyk, logik, ekonomista i filozof.

## Życiorys
Urodził się w Cambridge, gdzie jego ojciec był rektorem Magdalene College. Po ukończeniu Winchester College powrócił do Cambridge studiować matematykę w Trinity College. Studia ukończył z wynikiem celującym. Był bardzo oczytany i interesował się praktycznie każdym zagadnieniem. Jego poglądy polityczne skłaniały się ku lewicy, w sprawach religii był wojującym ateistą.
Wszechstronność talentów Ramseya budziła zdumienie wielu wykładowców w Cambridge. Gdy w rozmowie z Charlesem Ogdenem Ramsey wyraził chęć nauki języka niemieckiego, ten przyniósł mu podręcznik gramatyki, słownik i dość zawile napisane wykłady z psychologii po niemiecku, mówiąc: Skorzystaj z tego i powiedz co o tym myślisz. Po tygodniu Ramsey opanował niemiecki i wysunął przemyślaną krytykę tez wysuwanych w książce. Później, wraz z Ogdenem, Ramsey dokonał pierwszego angielskiego przekładu Traktatu logiczno-filozoficznego Wittgensteina. Był też jednym z pierwszych filozofów, którzy znaczenie Traktatu zrozumieli, i jednym z nielicznych, z których zdaniem Wittgenstein się liczył. Lektura Traktatu poruszyła Ramseya do tego stopnia, że w roku 1923 wyjechał do Austrii, by spotkać się z Wittgensteinem, który pracował wówczas jako nauczyciel w wiejskiej szkółce.
Po powrocie do Anglii w roku 1924 został członkiem King's College w wieku zaledwie 21 lat. Wniósł trwały wkład do logiki, matematyki i ekonomii oraz do filozofii tych dyscyplin nauki.
Jego trwałym wkładem w ekonomię były m.in. badania nad zachowaniem się podmiotów monopolistycznych w sytuacji, gdy celem do osiągnięcia jest maksymalne zadowolenie konsumentów przy jednoczesnym pokryciu swoich kosztów. Według Ramseya optimum osiągnięte będzie przy ustaleniu cen takim, że marża ponad kosztem krańcowym jest odwrotnie proporcjonalna do elastyczności cenowej popytu na to dobro.
Innymi nurtującymi go kwestiami w ekonomii był problem optymalnego systemu podatkowego (tzw. Problem Ramseya) oraz kwestia optymalnego wydawania i oszczędzania przez konsumentów (Model Ramseya).
Na początku roku 1930 Ramsey udowodnił twierdzenie z teorii grafów, nazywane dziś twierdzeniem Ramseya, i opracował teorię Ramseya dotyczącą podobnych zagadnień. Zdecydowanie sprzeciwiał się intuicjonizmowi Brouwera i formalizmowi Hilberta w matematyce, był też przekonany, że matematyka daje się sprowadzić do logiki (porównaj logicyzm).
Ramsey był dobrym znajomym ekonomisty Johna Keynesa, którego pionierskie prace z rachunku prawdopodobieństwa zainspirowały Ramseya do prac nad tak zwanym prawdopodobieństwem subiektywnym. Na odwrót, analizy Ramseya miały wpływ na poglądy Keynesa na temat prawdopodobieństwa. Ramsey twierdził, że aksjomaty rachunku prawdopodobieństwa powinny odzwierciedlać stopnie naszego subiektywnego przekonania. Jego prace z tej dziedziny stały się szerzej znane dopiero w latach 50. XX wieku.
Z biegiem czasu zainteresowania Ramseya coraz bardziej ciążyły ku filozofii. Ramsey był stanowczym zwolennikiem tak zwanej redundancyjnej teorii prawdy, do filozofii nauki wprowadził pojęcie zdania Ramseya. Na styku logiki i filozofii analizował paradoks kłamcy, dowodząc, że można go rozwiązać, badając rozumienie słowa kłamstwo.
Ramsey cierpiał na chroniczne problemy z wątrobą, a pod koniec roku 1929 nabawił się żółtaczki. Zmarł po operacji w wieku niecałych 27 lat. Jego przedwczesna śmierć jest uważana za jedną z największych strat dwudziestowiecznej filozofii.

## Prace
Ekonomia
- Contribution to the theory of taxation (Economic Journal March 1927)
- A mathematical theory of saving

Filozofia
- Universals (1925)
- Facts and propositions (1927)
- Universals of law and of fact (1928)
- Knowledge (1929)
- Theories (1929)
- General propositions and causality (1929)

Matematyka
- On a problem of formal logic